# Калетинцы
Калетинцы (укр. Калетинці) — село в Изяславском районе Хмельницкой области Украины.
Население по переписи 2001 года составляло 158 человек. Почтовый индекс — 30340. Телефонный код — 3852. Занимает площадь 0,683 км². Код КОАТУУ — 6822182405.

## Местный совет
30340, Хмельницкая обл., Изяславский р-н, с. Завадинцы, ул. Гагарина, 1